# بخش نازلو
بخش نازلو یکی از بخش‌های تابعه شهرستان ارومیه در استان آذربایجان غربی در شمال غربی ایران است.

## تقسیمات کشوری
بخش نازلو
- دهستان طلاتپه
- دهستان نازلوچای
- دهستان نازلو شمالی

شهرها: نوشین شهر

## رتبه در استان
بخش نازلو بر پایه سرشماری عمومی نفوس و مسکن در سال ۱۳۹۵، با جمعیت ۳۹٬۷۰۱ نفر دومین بخش بزرگ و پرجمعیت استان بوده و جمعیت آن از ۳ شهرستان زیر بیشتر است و می‌تواند به شهرستان ارتقا یابد.
- منبع:فهرست شهرستان‌های استان آذربایجان غربی

| ردیف | شهرستان | مرکز    | جمعیت سال ۱۳۹۵ | سال تأسیس |
| ---- | ------- | ------- | -------------- | --------- |
| ۱    | میرآباد | میرآباد | ۲۹٬۴۹۸         | ۱۴۰۱      |
| ۲    | چهاربرج | چهاربرج | ۲۶٬۲۱۹         | ۱۴۰۰      |
| ۳    | باروق   | باروق   | ۲۲٬۳۸۵         | ۱۴۰۰      |

## جمعیت
بنابر سرشماری مرکز آمار ایران، جمعیت بخش نازلو شهرستان ارومیه در سال ۱۳۹۵ برابر با ۳۹٬۷۰۱ نفر بوده است.